# Art Forms of Dimensions Tomorrow
Art Forms of Dimensions Tomorrow è un album discografico del musicista jazz statunitense Sun Ra e della sua Solar Arkestra.

## Descrizione
Spesso considerato il primo degli album più "sperimentali" di Sun Ra, l'opera fu la prima a fare un esteso uso di una scoperta tecnologica fatta dal batterista e tecnico del suono dell'Arkestra, Tommy Hunter: «'Art Forms of Dimensions Tomorrow.... contiene Cluster of Galaxies e Solar Drums, due esercizi della sezione ritmica con il suono trattato con uno strano riverbero che usarono per creare una sorta di musique concrète a basso budget». Mentre stava provando il registratore in studio, Hunter scoprì che se avesse registrato tutto con le cuffie addosso, avrebbe potuto portare un cavo dal jack di output al jack di input del registratore e produrre così un riverbero fortissimo:
(Tommy Hunter)
Negli anni cinquanta per le incisioni commerciali, le case discografiche avevano sviluppato una metodologia per ridurre al minimo l'effetto dello studio di registrazione nella musica, perfezionando e ripulendo sempre più il suono. Al contrario Sun Ra iniziò a trasgredire abitualmente queste convenzioni con i suoi dischi Saturn, che erano spesso registrati dal vivo in luoghi inusuali, facendo uso di feedback, distorsione, rumori di sottofondo e riverbero, microfoni piazzati in posti insoliti, brusche dissolvenze o tagli netti, e qualsiasi altro effetto/rumore che avrebbe potuto destare l'attenzione verso il processo di registrazione. In alcune incisioni è possibile sentire il telefono squillare sullo sfondo, o i passi di qualcuno che cammina vicino al microfono. Era uno stile di produzione rozzo, un "anti-stile", un approccio volutamente amatoriale che avrebbe anticipato sia le produzioni lo-fi free jazz che quelle punk.

### Registrazione
Registrato interamente al Choreographer's Workshop, New York (abituale luogo d'incisione dell'Arkestra) nel 1962, tranne Lights on a Satellite e Kosmos in Blue, registrate nella stessa location ma nel novembre-dicembre 1961.

### Copertina
La copertina originale dell'album venne disegnata da Sun Ra. Nella ristampa in formato compact disc del 1992 ad opera della Evidence, l'album venne abbinato con il contemporaneo Cosmic Tones for Mental Therapy.

## Tracce

### LP vinile 12"
- Tutti i brani sono opera di Sun Ra.

Lato A
1. Cluster of Galaxies – 2:22
2. Ankh – 6:08
3. Solar Drums – 2:27
4. The Outer Heavens – 4:47

Lato B
1. Infinity of the Universe – 7:08
2. Lights on a Satellite – 3:08
3. Kosmos in Blue – 8:08

## Formazione
- Sun Ra - piano, "arpa solare", gong, percussioni
- Manny Smith - tromba
- Ali Hassan - trombone
- Pat Patrick - sax baritono, percussioni, clarinetto
- John Gilmore - sax tenore, clarinetto basso, percussioni
- Marshall Allen - sax alto, campane, percussioni
- Ronnie Boykins - contrabbasso
- John Ore - Secondo contrabbasso in Kosmos in Blue
- C. Scoby Stroman - batteria
- Clifford Jarvis - batteria in Infinity of the Universe
- Tommy Hunter - batteria, percussioni in Cluster of Galaxies, Lights on a Satellite e Kosmos in Blue